# دیتر دانزبرگ
دیتر دانزبرگ (انگلیسی: Dieter Danzberg؛ ۱۲ نوامبر ۱۹۴۰ – ۲۸ دسامبر ۲۰۱۹ (aged 79)) بازیکن فوتبال اهل آلمان بود.
از باشگاه‌هایی که در آن بازی کرده‌است می‌توان به باشگاه فوتبال بایرن مونیخ، باشگاه فوتبال دویسبورگ، و باشگاه فوتبال فرایبورگر اشاره کرد.